# Dracula venosa
Dracula venosa là một loài lan.